# ببغاء حقيقي
الببغاوات الحقيقية (الاسم العلمي: Psittacoidea) هي فصيلة عليا من الطيور تتبع لرتبة الببغائيات (Psittaciformes)، تضم قرابة 350 نوعًا من الطيور الخطافية المنقار ومعظمها من الطيور العاشبة.
تضم الببغاوات الحقيقية 3 فصائل: الفصيلة الببغائية (Psittacidae)، والببغاوات النسرية (Psittrichasidae)، والفصيلة الدُّرِّيَّة أي ببغاوات العالم القديم (Psittaculidae). (توجد فصيلتان أخريان وهما الفصيلتان الكوكاتوية والسَّدَّافيَّة وهما أيضًا ببغاوات، لكنها لا تصنفان ببغاواتٍ حقيقيةٍ).
الببغاوات الحقيقية منتشرة على نطاق واسع في المكسيك وأمريكا الوسطى والجنوبية وأفريقيا جنوب الصحراء والهند وجنوب شرق آسيا وأستراليا وشرقًا عبر المحيط الهادئ حتى بولينيزيا. تشمل الببغاوات الحقيقية العديد من الببغاوات المألوفة بما في ذلك المقو، والكُنيور، واللوري، والإكلكتس [الإنجليزية]، وببغاوات الأمازون، والببغاء الرمادي، والبُدجَريقَة. معظم الببغاوات الحقيقية ملونة ولديها القدرة على الطيران باستثناء أنواع قليلة.

## الخصائص
تمتلك الببغاوات الحقيقية منقار ذو شكل منحني مميز، وفك يتحرك أعلى بقليل من نقطة التقائه بالجمجمة، تمتلك الببغاوات الحقيقية جمجمة كبيرة وتتمتع بمستويات عالية من الذكاء، يمكنها الطيران بشكل جيد جدًا وتسلق الأشجار بسهولة. كما يمكن لبعض الأنواع تقليد صوت الإنسان والأصوات الأخرى على الرغم من عدم وجود حبال صوتية، بدلاً من ذلك فهي تمتلك عضوًا صوتيًا في قاعدة القصبة الهوائية يُعرف باسم المصفار.
مثل معظم الببغاوات، فإن فصيلة الببغائية هي آكلات بذور في المقام الأول. يلاحظ بعض الاختلاف في النظام الغذائي للأنواع الفردية كالفواكه والمكسرات والأوراق وحتى الحشرات وفرائس الحيوانات الأخرى. تتغذى ببغاوات اللوريني على الرحيق والعديد من الببغاوات الأخرى تشرب الرحيق أيضًا. معظم ببغاوات فصيلة الببغائية هي طيور تعشش في التجاويف وتشكل روابط زوجية أحادية.